# Агапантия белобокая
Агапантия белобокая (лат. Agapanthia maculicornis) — вид жесткокрылых из семейства усачей.

## Распространение
Распространён в Европe, Западной Сибири и на Алтае.

## Описание
Жук длиной от 10,5 до 15 мм. Бока груди с светло-жёлтыми полосками. 

## Экология
Жизненный цикл вида длится один год. Личинки развиваются в побегах растений семейства гвоздичных. Время лёта с июня по август.

## Подвиды
- Agapanthia maculicornis davidi Sláma, 1986
- Agapanthia maculicornis maculicornis (Gyllenhal, 1817)